# Thil (Ain)
Thil is een gemeente in het Franse departement Ain (regio Auvergne-Rhône-Alpes). De plaats maakt deel uit van het arrondissement Bourg-en-Bresse. Thil telde op 1 januari 2022 1.208 inwoners.

## Geografie
De oppervlakte van Thil bedroeg op 1 januari 2022 5,15 vierkante kilometer; de bevolkingsdichtheid was toen 234,6 inwoners per km². De gemeente grenst aan de Rhône.
De onderstaande kaart toont de ligging van Thil met de belangrijkste infrastructuur en aangrenzende gemeenten.

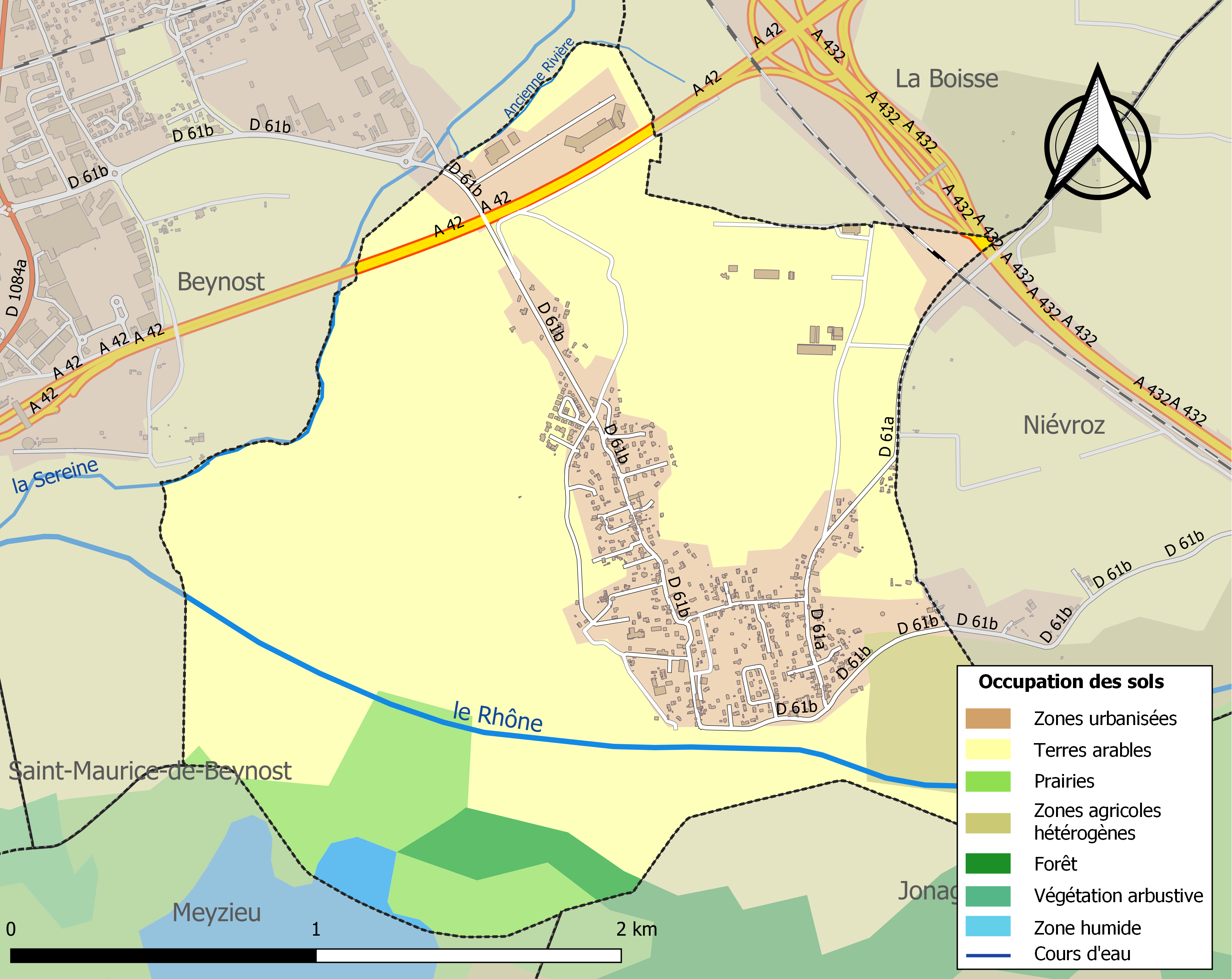

## Demografie
Onderstaande figuur toont het verloop van het inwonertal (bron: INSEE-tellingen).
Vanwege een beveiligingsprobleem met de MediaWiki Graph-software is het momenteel niet mogelijk deze grafiek weer te geven. Zodra de software is bijgewerkt zal de grafiek vanzelf weer zichtbaar worden.